# Психиатрическое литературоведение
Психиатрическое литературоведение — анализ литературного текста с точки зрения выраженности в нём отклонений психопатологического плана.
Различается психиатрический анализ персонажей (К. Леонгард, В. П. Руднев) и психиатрический анализ всего текста (В. П. Белянин). При психиатрическом анализе текста выделяется ряд типов текстов, каждый из которых является опосредованным продуктом порождения определённой акцентуации.

## Типы текстов
При психиатрическом подходе к тексту могут быть выделены следующие типы текстов:
- светлые — коррелирует с проявлением паранойяльной акцентуации; ➤
- тёмные — коррелирует с проявлением эпилептоидной акцентуации; ➤
- печальные — коррелирует с проявлением депрессивной акцентуации; ➤
- весёлые — коррелирует с проявлением гипертимности; ➤
- красивые — коррелирует с проявлением демонстративности; истероидности; ➤
- сложные — коррелирует с проявлением шизоидности. ➤

Корреляция между автором текста и типом текста, который он создаёт, не является прямой. Это очень опосредованная вербальная проекция личностных черт (обобщённого порядка, но не всегда индивидуально-личностного). Текст (особенно художественный) не является прямой манифестацией акцентуации, поскольку он выполняет в культуре важную эстетическую функцию. Проблема постановки диагноза по тексту не стоит, поскольку при отсутствии информации об авторе как личности это относится к числу неразрешимых проблем. Кроме того, тут действуют ограничения морального характера, препятствующие анализу творческой личности с позиции эвропатологии и психопатологии.
Каждый из представленных выше типов текстов обладает системностью, которая задается системностью эмоционально-смысловой доминанты. В каждом типе текста можно создать свой тезаурус. В отличие от общеязыкового тезауруса (Роже), тезаурусы типов текстов отражают системность мышления автора, они заведомо частичны и заведомо неполны. К примеру, в них может описываться только низ (и не быть верха), или быть описания звуков только низкой частоты (но никак не мелодичных), или описываться эмоциональные, но не интеллектуальные характеристики субъекта. Субъективные тезаурусы, которые являются компонентами картины мира автора (типа автора), состоят из набора общеязыковых элементов, организованных на основании субъективных оснований.

### Тёмные тексты
Тёмные те́ксты — один из типов художественных и публицистических текстов, выделяемых по эмоционально-смысловой доминанте в рамках психиатрического литературоведения. Наряду с «тёмными» текстами и в оппозиции к ним выделяются тексты «светлые», «весёлые», «печальные», «красивые» и «сложные».

#### Определение
В основе обобщённой модели порождения «тёмных» текстов лежит эпилептоидность как такое расстройство настроения, которое выражается в раздражительности, вспышках гнева и ярости, приступах злобного настроения. Когда они заканчиваются, возможно раскаяние, обещания исправиться, угодливость, слащавость, льстивость. Во многих работах отмечается, что это скорее стеничная, чем астеничная личность с направленностью на конкретное дело.

#### Описание
«Тёмные» тексты встречаются в очень большом количестве в художественной литературе. Для них характерно наличие оппозиции добра и зла. В них враг — чужой человек, умный и опасный. Враг несёт зло, которое может состоять в том, что он обижает маленького, соблазняет невинную, изобретает смертоносное оружие, проводит опасные опыты над людьми и т. п. Добро состоит не только в том, чтобы делать своё дело, но и убить умного и опасного врага. В «тёмном» тексте могут быть и антигерои — существа без памяти, марионетки, зомби, подвластные чужой воле (манкурты, бандерлоги, отарки, коротышки, пролы и др.)
Характерно, что многие типы текстов задают свои параметры и для таких казалось бы общечеловеческих категорий, как время и пространство. В частности, в «тёмных» текстах время «импульсивно»; пространство обладает способностью сжиматься. Среди «тёмных» текстов можно выделить несколько подвидов: «собственно тёмные», «простые», «жестокие», «вязкие», «щемящие», «вычурные», «разорванные».
Эмоционально-смысловая доминанта в «тёмном» тексте реализуется с помощью следующих ключевых компонентов: «простой», «тоска», «враг», «дело» и др. Кроме того, для «тёмных» текстов характерна лексика, связанная с сенсорными ощущениями (слуховыми, зрительными, осязательными) и биологическим уровнем человеческого существования (физиологические отправления, голод, боль, смех).

#### Примеры
«Тёмные» тексты достаточно часто встречаются в публицистике; они могут быть также посвящены политической тематике, что делает их близкими «активным» текстам. Героями «тёмных» текстов, как правило, бывают люди так называемых опасных профессий. Действие в них происходит, как правило, в суровых природных условиях — на море, на корабле, в тылу врага, в шахте, на Севере, в замкнутом пространстве одной комнаты, космического корабля или психиатрической больницы (Кен Кизи) и т. п.
«Тёмные» тексты существуют и в жанре научно-популярной литературы. В центре их внимания находится описание конкретных, приносящих пользу действий. Много «тёмных» текстов среди произведений о животных, а также среди сказок (характерным примером могут служить чешские сказки, а также сказки братьев Гримм, произведения С.Лагерлёф, Н. Носова, Дж. Свифта). Тексты Митьков и многие произведения в жанре чёрного юмора также могут быть «тёмными».

### Печальные тексты
Печа́льные те́ксты — один из типов художественных текстов, выделяемых по эмоционально-смысловой доминанте в рамках психиатрического литературоведения. Может быть выявлена корреляция с депрессивностью и меланхолией.

#### Психологическая основа
В основе обобщенной модели порождения «печальных» текстов лежит депрессивность как постоянно пониженное настроение. Картина мира депрессивной личности как будто покрыта траурным флёром, жизнь кажется бессмысленной, во всём они отыскивают только мрачные стороны. Это прирождённые пессимисты. Депрессивные личности чрезвычайно чувствительны ко всяким неприятностям, иной раз очень остро реагируют на них, а кроме того, какое-то неопределённое чувство тяжести на сердце, сопровождаемое тревожным ожиданием несчастья, преследует постоянно многих из них. Вместе с тем, за этой угрюмой оболочкой обычно теплится большая доброта, отзывчивость и способность понимать душевные движения других людей. Таким образом, психологический портрет депрессивной личности содержит противоречивые черты. С одной стороны, мягкость, спокойствие, приветливость, чуткость и доброе отношение к людям, с другой — пессимизм, неуверенность в себе, склонность к чувству вины. Это и есть основа амбивалентной (конфликтной в данном случае только внутренне) установки личности с депрессивной акцентуацией.

#### Описание
«Печальные» тексты, в основе которых лежат описанные выше типологические черты личности, лиричны по стилю, герой в них либо молод, жизнерадостен и полон надежд, но умирает в расцвете сил, либо уже стар, беден и оплакивает свою несостоявшуюся жизнь. Смысл жизни, выраженный в «печальном» тексте — его эмоционально-смысловая доминанта — состоит в том, чтобы дорожить каждым прожитым днём, любить жизнь. Вместе с тем жизнь в рамках такого мироощущения тяжела и изнурительна, поэтому смерть приходит как избавление от страдания, она сладка. Эмоциональная окраска и оценка времени в «печальном» тексте меняются от прошлого, которое прекрасно, но в нём сделано много ошибок, через настоящее, несущее страдания и чувство вины за прошлое, к будущему, в котором человека ждут только одиночество, холод, смерть. Целевая установка «печальных» текстов может быть определена как коммуникативно-слабая: герой «печального» текста словно надеется на мягкость, снисходительность и благосклонность читателей, просит пожалеть его, войти в его положение. Содержание произведения воспринимается как призыв о помощи.

#### Примеры
Такого рода мироощущение вполне соответствует депрессивному видению мира: окружающее воспринимается в мрачном свете, прошлое видится как цепь ошибок, в настоящем и будущем — мрак и безысходность. В этих текстах сюжет часто заканчивается смертью главного героя.
Психолингвистический анализ показывает, что депрессивность проявляется, в частности, в творчестве таких русских писателей, как Александр Пушкин, Николай Гоголь, Михаил Лермонтов, Тургенев И. С., Иван Бунин. Многие произведения этих авторов можно назвать «печальными» на основании сходства вербализованной в них картины мира с мироощущением депрессивной личности. Исследователь Вадим Руднев даже считает возможным в этой связи говорить о «русском депрессивном реализме».
- М. Лермонтов «Мой дух погас и состарился»
- Есенин «Не жалею, не зову, не плачу, … Я не буду больше молодым»
- Аркадий Северный «Я не буду больше молодым»

#### Тезаурус
В структуре эмоционально-смысловой доминанты «печальных» текстов ключевую роль играют следующие семантические комплексы: возраст (юность/старость), богатство/нищета, радость/печаль, жизнь/смерть, сожаление, подчинённость, немота, тяжесть, вздох, запах.
- Радость: счастье, мир; веселье, смех, улыбка, живость, жизнелюбие, жизнерадостность; буря, вихрь, движение, действие, борьба.
- Молодость: детство, юность; душа; глаза, взгляд, губы, приятные запахи, яркий.
- Доброта: понимание, любовь, смотреть в глаза, чувствовать родственную душу; добрый, чуткий, внимательный, заботливый.
- Подчинённость: еле-еле, всхлипнуть, испугаться, усталость, грусть, покорно.
- Одиночество: один, сидеть, лежать, молчать, немой; печальный, тихий, вечность; море, океан, остров, звёзды.
- Грусть: грустно, тоскливо, печаль, сомнения.
- Старость: воспоминания, холодно, одиноко; быть забытым, ненужным; нуждаться в заботе; желать смерти.
- Холод: холод, прохлада, осень, зима.
- Тяжесть: тяжелый, нелегкий, (при)давить, камень, груз.
- Вздох: спокойствие, усталость, дышать, дыхание, легко.
- Смерть: вечер, ночь, бродить; умирать/умереть, угасать, тлеть, уснуть вечным сном, сладко спать (в сырой земле, в могиле); отпевать, хоронить, кладбище, погост, плита, камень, могила, могильный холм, крест; труп, гроб, мертвец, череп и мн. др.

### Сложные тексты
Сложные тексты — описывают мир идей, концептов и абстракций. В рамках психиатрического литературоведения постулируется, что они могут быть в той или иной степени опосредованным вербальным проявлением шизоидной акцентуации. Многие научно-фантастические тексты попадают в эту категорию. Философские тексты тоже нередко оказываются таковыми.

### Весёлые тексты
Весёлые тексты — один из типов художественных текстов, выделяемых по эмоционально-смысловой доминанте в рамках психиатрического литературоведения.

#### Определение
- «Весёлые» тексты представляют полную противоположность «печальным» текстам. Веселые тексты представляют собой описание поведения человека, который сталкивается с препятствиями или опасностями, но успешно преодолевает их и достигает высшей степени успеха.

#### Содержание
Тематически «весёлые» тексты посвящены людям так называемых отважных профессий. Это романы о парашютистах, влюблённых в свою профессию и совершающих подвиги, или об отважных ребятах-шофёрах, которые пробиваются с важным грузом сквозь снежные заносы. Их героями могут стать и жулики, шулеры, воры, музыканты, военные, путешественники, полицейские. Главный персонаж удачлив, остроумен, оптимистичен, находчив и эрудирован. В таком тексте обилие событий и их участников, происходит частая смена места действия.
Атрибуция произведения как авантюрного или плутовского романа в большинстве случаев также свидетельствует о том, что текст создан в соответствии с этой эмоционально-смысловой доминантой. Немало кинокомедий об удачливых гангстерах и охотниках за ними созданы на той же основе. Стиль «весёлых» текстов лёгкий и свободный.

#### Психологическая основа
- Обобщённая модель порождения «весёлых» текстов может базироваться на такой черте личности, как маниакальность, которая проявляется в богатстве мыслей, предприимчивости, ловкости и изворотливости. Преобладает повышенное настроение, при котором люди пребывают в радостном состоянии, в их воспоминаниях только прекрасное, будущее в розовых красках, они полны планов. Интеллектуальное возбуждение, проявляющееся в быстрой смене идей и представлений объясняется тем, что в мышлении нет должного контроля со стороны «руководящих представлений». Психомоторное возбуждение и стремление к постоянной деятельности. Возможно и повышение сексуальности, а также повышенное эмоциональное возбуждение. Нередка переоценка собственной личности, гармонирующая с общим настроением и доходящая до идей величия. Таким людям свойственна самоуверенность, бесцеремонность; нередко они лживы, завистливы, склонны к рискованным приключениям при полном отсутствии критического отношения к своим недостаткам. У них отмечается постоянная потребность в увеселениях.
- Психолингвистический анализ показывает, что эти типологические черты личности находят своё выражение в текстах, которые можно назвать «весёлыми». В них находят вербальное проявление следующие мотивы: большая физическая сила; преодоление пространства; полёт; общительность; пение; аппетит; эрудиция; мания величия; деньги; обилие героев; женщина; животное; враги.

#### Примеры
Примерами «весёлых» текстов являются «Барон Мюнхгаузен», «Винни-Пух», «Малыш и Карлсон, который живёт на крыше», «Двенадцать стульев», «Три мушкетёра», «Ревизор» Н. В. Гоголя, многочисленные кинокомедии («В джазе только девушки», «Весёлые ребята») и др.

#### Особенности
- Стиль «весёлого» текста оставляет впечатление лёгкости и поверхностности, поскольку события и персонажи чередуются очень быстро. Многие «весёлые» тексты относятся к детской и приключенческой литературе.
- Для «весёлых» текстов характерно и наличие печального компонента (ослик Иа-Иа в повести «Винни-Пух», Бенвенутто из «Джельсомино»).

### Красивые тексты
Красивые тексты — один из типов художественных текстов, выделяемых по эмоционально-смысловой доминанте в рамках психиатрического литературоведения.

#### Определение
Красивыми являются такие тексты, где основное внимание уделяется внешнему выражению эмоциональных переживаний человека.

#### Психологическая основа
Основу обобщенной модели порождения «красивых» текстов может составлять такая черта характера, как демонстративность (истероидность). При всех методологических различиях в подходе к истерии, все исследователи отмечают, что она проявляется особым, рассчитанным на внешний эффект поведением, и особыми — истерическими — реакциями, которые обусловлены ситуативно. Для демонстративных личностей характерна "небольшая глубина, наигранность переживаний и совершенно определённая ситуативная их обусловленность. Истероидная личность капризничает, манерничает, притворяется только до тех пор, пока на неё обращают внимание, причем любое — с положительным знаком или с неприязнью. Невыносимо только равнодушие.

#### Описание
«Красивые» тексты — это тексты, которые описывают переживания и страдания героя, а чаще героини, оказавшейся в необычных обстоятельствах. В них имеются следующие индикаторы истероидной акцентуации: имя собственное, внешний вид, гонения, тело человека, эротизм, эмоциональность (она проявляется в наличии большого количества метафор и эпитетов со значением большой степени выраженности признака: необычный, замечательный, интенсивный), беспокойство, спокойствие, изумление, обида, уверенность, происхождение, тайна родства, ложь, таинственная болезнь, родственники, деньги, чужая речь, цвет (преимущественно светлые тона), животные.

#### Время и пространство
Действия в «красивых» текстах происходят часто в необычных местах и часто описывается здание (наименование части дома, внутреннего убранства, описание комнаты, преграды). Когда героиня перемещается в пространстве, акцент делается не на движении, а на изменении её социального статуса. Говоря метафорически, основное измерение «текстового» пространства «красивого» текста — это ситуация. Она, в свою очередь, либо необычная, либо трагическая. Изменения во времени в «красивом» тексте не акцентируются. Даже если события разделены во времени, то акцент делается не на этом, а на изменении в психологическом статусе героини. Тем самым, «текстовое» время «красивого» текста — это время волнений, переживаний и страданий героини. Образно говоря, в «красивом» тексте пространство не протяженности, а пространство эмоций, а время не внешних изменений, а время субъективных переживаний.

#### Стиль
Стиль «красивых» текстов приподнятый, изысканный и нарочито красивый; он словно копирует устную возбужденную речь демонстративной личности, полную инверсии.

#### Примеры
«Красивые» тексты, занимая своё особое место в культуре, очень часто составляют основу для театральных и кино- сценариев, являются текстовой основой для оперетт и водевилей. Они очень распространены в виде мексиканских «мыльных опер» и сценариев для индийских кинофильмов. В публицистике «красивые» тексты существуют преимущественно в жанре рецензий на театральные постановки, а также репортажей с художественных выставок, с конкурсов красоты, с показов мод. Это мыльные оперы, мексиканские сериалы, «дамские» и любовные романы и др.

### Светлые тексты

#### Определение
Светлые тексты — один из типов художественных текстов, выделяемых по эмоционально-смысловой доминанте в рамках психиатрического литературоведения.

#### Содержание понятия
Эмоционально-смысловая доминанта «светлых» текстов, как правило, представлена двумя концептами: «Всё живое уникально и самоценно» и «„Я“ знаю истину и несу своё понимание жизни другим людям»". В основе картины мира «светлых» текстов лежит описание мира личности и того природного мира, который окружает эту личность. «Я» выступает как субъект жизнедеятельности и получает следующие предикаты: `честный', `чистый', `неповторимый', `уникальный'.

#### Примеры
К «светлым» текстам могут быть отнесены многие тексты на тему экологии, а также религиозные тексты. Кроме того, «светлые» тексты достаточно часто посвящены актуальным проблемам общества, истории, культуры и религии. Стиль «светлых» текстов нередко бывает публицистичным, журналистским, динамичным и назидательным. Для них характерны призывы к добру, к уважению человека, к порядочности; авторы часто обращаются к этическим и моральным (нормативным) представлениям.

#### Стиль
Стиль «светлых» текстов эмоционально приподнятый, возвышенный и соответствует описанию благородных целей, к которым стремятся персонажи «светлых» текстов. При описании неблаговидных, нечестных поступков или недобрых идей в «светлых» текстах появляется пафос гневного разоблачения. Иногда возможна ритмизация текста. Синтаксис «светлых» текстов характеризуется частыми красными строками.

#### Лексика
Особое место среди средств создания выразительности «светлых» текстов занимает возвышенная лексика литературного языка, пришедшая из языка церковных книг, обрядов, песнопений, языка религиозной речи, отличающаяся особенно значительным и величественным содержанием.
Ведущий семантический компонент в «светлых» текстах получает следующую языковую реализацию: прямой, честный, искренний, чистосердечный; с душой; чистый, ясный, звонкий, прозрачный, светлый; самоценный, несравнимый, отличающийся от всего другого.

#### Психологическая основа
Эмоционально-смысловая доминанта «светлых» текстов может быть соотнесена с паранойяльной акцентуацией, которая представляет собой проявление повышенной подозрительности и болезненной обидчивости, стойкости отрицательных аффектов, стремление к доминированию, непринятие мнения другого. Приводятся данные о том, что самой важной сверхценной идеей паранойяльной личности обычно является мысль об особом значении его собственной личности. Разновидностью «светлых» текстов являются тексты «активные», где подозрительность проявляется со всей очевидностью. В психодиагностическом опроснике Р. Б. Кеттела этот фактор так и назван — подозрительность. Именно эта разновидность текстов — «активная» — и является основой большого количества детективных произведений.

## История вопроса
Психологический анализ литературных произведений восходит к исследованиям З. Фрейда, Альфреда Адлера, Ранкор-Лаферьера и других представителей школы психоанализа.
В России представлен работами профессора Сегалина и Н. Рубакина.

## Критика подхода
Термин "психиатрическое литературоведение" введён В. П. Беляниным. Методы психиатрического литературоведения вызывают критику со стороны традиционного литературоведения, указывающего, что литературное произведение не является непосредственным выражением авторской личности, а опосредовано в процессе своего создания существующими рамками жанров, стилей, литературных направлений и т. п. — а потому любые умозаключения от текста к личности автора в профессиональной литературе следует делать весьма осторожно.
Кроме того, предложенный подход вызывает критику со стороны тех, кто считает, что анализировать произведение «гения» методами, имеющими хоть какое-то отношение к психиатрии, нельзя. Это трактуется как «очарование психиатрией». Работы профессора Сегалина, Ломброзо, Рубакина и др. с этой же позиции считаются недостаточно верными. Иными словами, сам подход признается априорно неверным без учёта того, что он реально позволяет обнаружить.
С этой же позиции размежевания психиатрического и психологического подхода к психике данный метод анализа текста и личности (через её речевую продукцию) трактуется как неполный. При этом ему противопоставляются методы анализа текстов Л. С. Выготского и С. М. Эйзенштейна, которые анализировали преимущественно психологию формы вне связи с психикой его создателя.
Особую роль занимают критические положения данной теории, в соответствии с которыми анализ личности создателя произведения не может быть произведен без учёта его вклада в развитие культуры, без анализа культурно-исторического значения произведенного им текста. В этом случае действуют также императивы морального характера, критерии которых не определяются, но постулируются.

### На русском языке
- Абульханова-Славская К. А. Стратегия жизни.- М.: Наука, 1991.- 299 с.
- Алмаев Н. А., Градовская Н. И. Субъективное шкалирование и контент-анализ в оценке эмоционально-аффективной компоненты дискурса // Психологическое исследование дискурса. М., 2002. ISBN 5-9292-0080-7
- Белянин В. П. Психолингвистические аспекты художественного текста. — М.: Изд-во Московского ун-та, 1988. ISBN 5-211-00166-4
- Белянин В. П. Введение в психиатрическое литературоведение. Мюнхен: Verlag Otto Sagner/ Specimina Philologiae Slavicae. Band 107. 1996. — 281 c. ISBN 3-87690-644-X ISSN 0170-1320
- Белянин В. П. Основы психолингвистической диагностики: (Модели мира в литературе).- М.: Тривола, 2000. — 247 с. ISBN 5-88415-036-9
- Белянин В. П. Психологическое литературоведение.- М.: Генезис, 2006. ISBN 5-98563-071-4.
- Гиндин В. П. Психопатология в русской литературе.- М., 2005. ISBN 5-9292-0151-X
- Проект Ю. Л. Личностные детерминанты понимания и переживания стихотворного текста. 2007.
- Ранкур-Лаферьер, Д. Русская литература и психоанализ. Пер. с англ. М.: Ладомир, 2004. — 1013 с. ISBN 5-86218-440-6
- Руднев В. П. Характеры и расстройства личности: Патография и метапсихология.- М., 2002.
- Сегалин Г. В. «Клинический архив гениальности и одарённости».- М., 1928—1932.
- Сегалин Г. В. Эвропатология Л. Н. Толстого.- Свердловск, 1930.
- Сироткина И. Классики и психиатры: Психиатрия в российской культуре конца XIX-начала XX века /Перевод с английского автора. М., 2008.-272 с.

### На иностранных языках
- Daniel Laferriere-Rancour. Out from Under Gogol’s Overcoat: A Psychoanalytic Study. 1982
- Daniel Laferriere-Rancour. Russian Literature and Psychoanalysis. 1989
- Gottschalk, L. A. & Gleser, G. C. (1969) The measurement of psychological states through the content analysis of speech. Berkley: Univ. of California Press.